# Kościół św. Mikołaja w Zwiesel
Kościół św. Mikołaja (niem. Stadtpfarrkirche St. Nikolaus) – neogotycka świątynia rzymskokatolicka znajdująca się w niemieckim mieście Zwiesel.

## Historia
Poprzedni kościół parafialny w Zwiesel spłonął podczas pożaru miasta w 1876 roku, a rok później konsekrowano tymczasową, drewnianą świątynię. Budowę dzisiejszej świątyni rozpoczęto 16 maja 1892 wg projektu monachijskiego architekta Johanna Baptista Schotta. Ze względów finansowych zdecydowano się na użycie cegły, którą w razie potrzeby można było produkować na miejscu. 30 października 1896 odprawiono pierwszą mszę, a 10 sierpnia 1898 świątynię konsekrował biskup Pasawy Michael von Rampf. W 1894 zainstalowano pierwsze witraże, kolejne powstały w latach 1909–1922 dzięki darowiznom parafian. W latach 1983–1987 przemalowano wnętrze świątyni.

## Architektura i wyposażenie
Świątynia neogotycka, trójnawowa, o układzie bazylikowym, z transeptem. Wieża kościelna ma wysokość 86 metrów, co czyni kościół najwyższym w diecezji Pasawy. Neogotycki ołtarz główny dekorują sceny (od lewej): Zwiastowania NMP, Narodzenia Pańskiego, Zmartwychwstania Pańskiego i Nawiedzenia NMP. Wyposażenie posoborowe, tj. ołtarz i ambonę, wykonał Horst Fochler. W południowej kaplicy bocznej znajduje się pietà z ok. 1550 roku, a w północnej – figura Chrystusa Zbawiciela, wykonana w 1730 przez Ehrgotta Bernharda Bendla. 48-głosowe organy wybudowało w 1979 roku pasawskie przedsiębiorstwo Orgelbau Eisenbarth. Na wieży kościoła zawieszono pięć dzwonów. Najstarszy z nich odlano w 1896 lub 1897 roku w ludwisarni braci Klausów w Heidingsfeldzie (ob. dzielnica Würzburga), trzy dzwony wykonano w 1953 w ludwisarni Rudolfa Pernera w Pasawie, a największy instrument pochodzi z 1960 roku. Mają tony b°, d', e', fis' i a'.

## Galeria

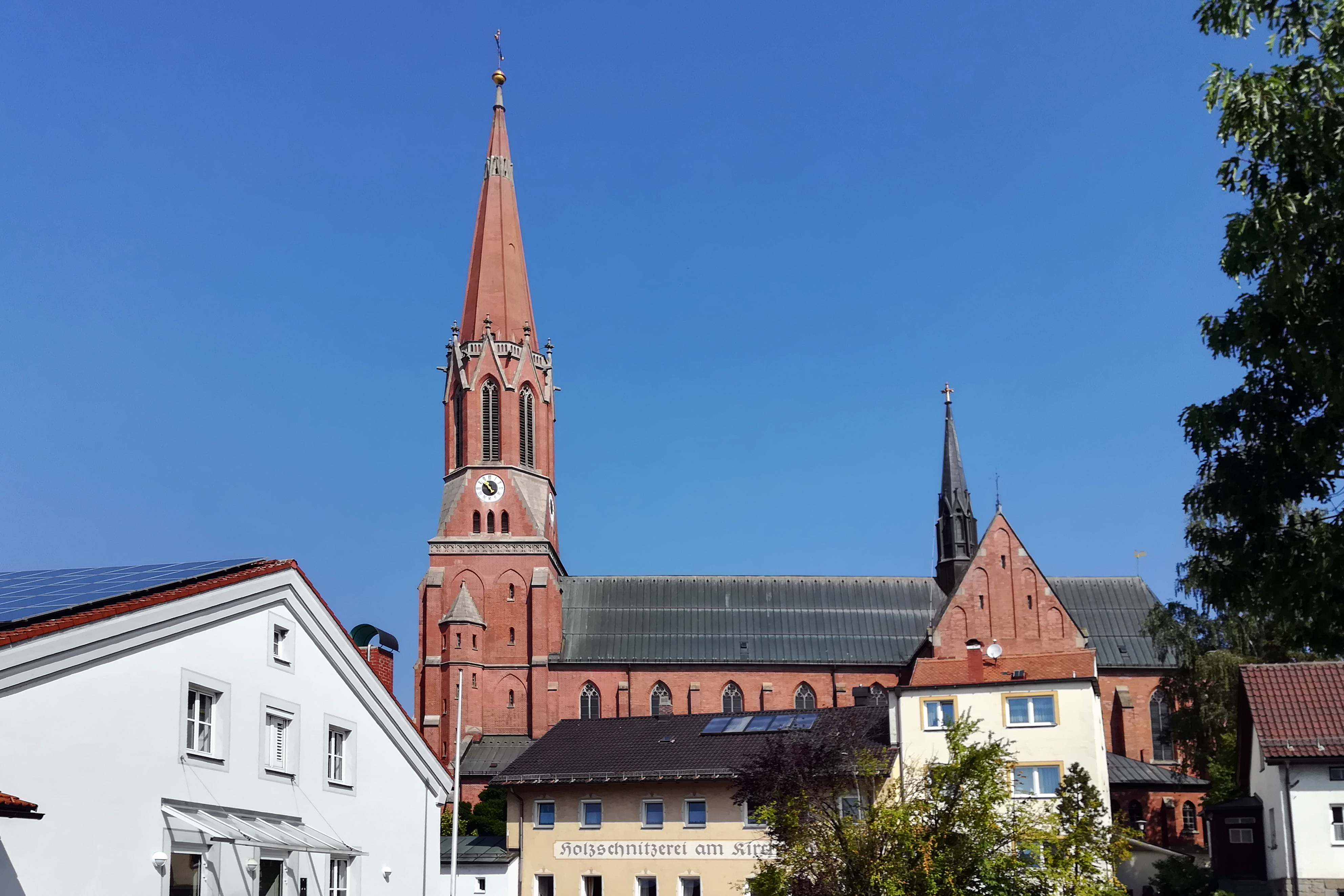
Widok z południa
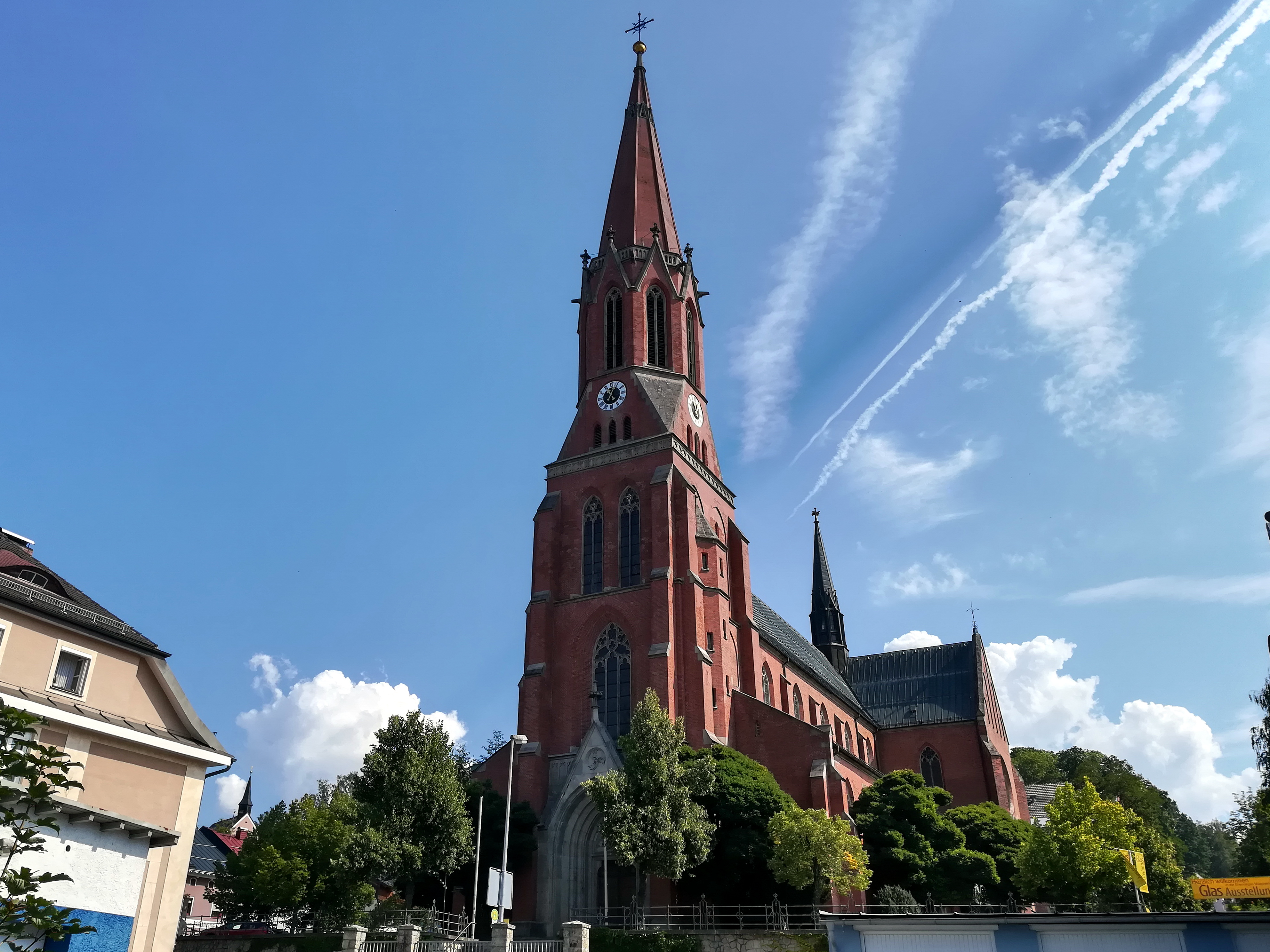
Widok z południowego zachodu
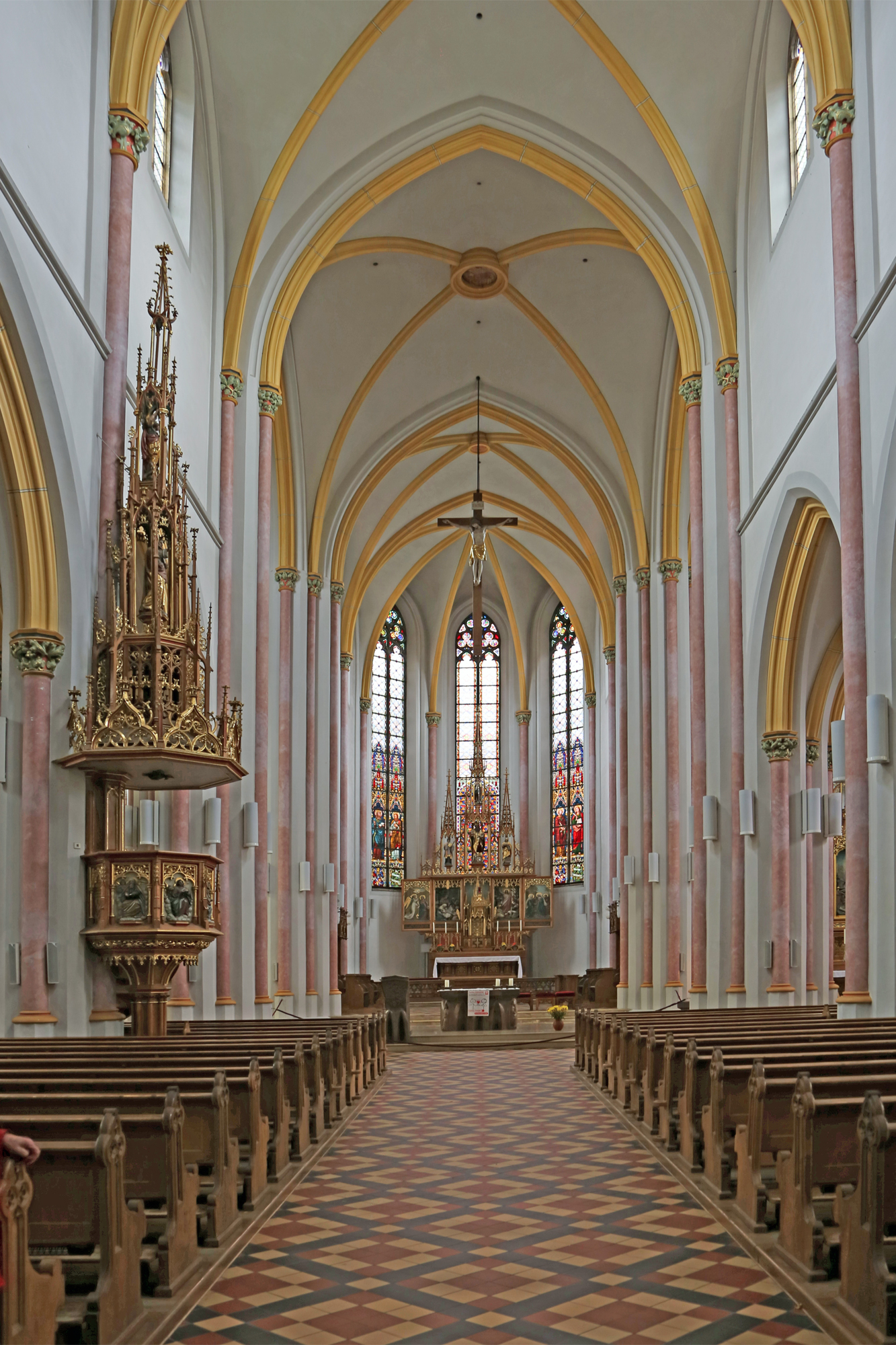
Wnętrze
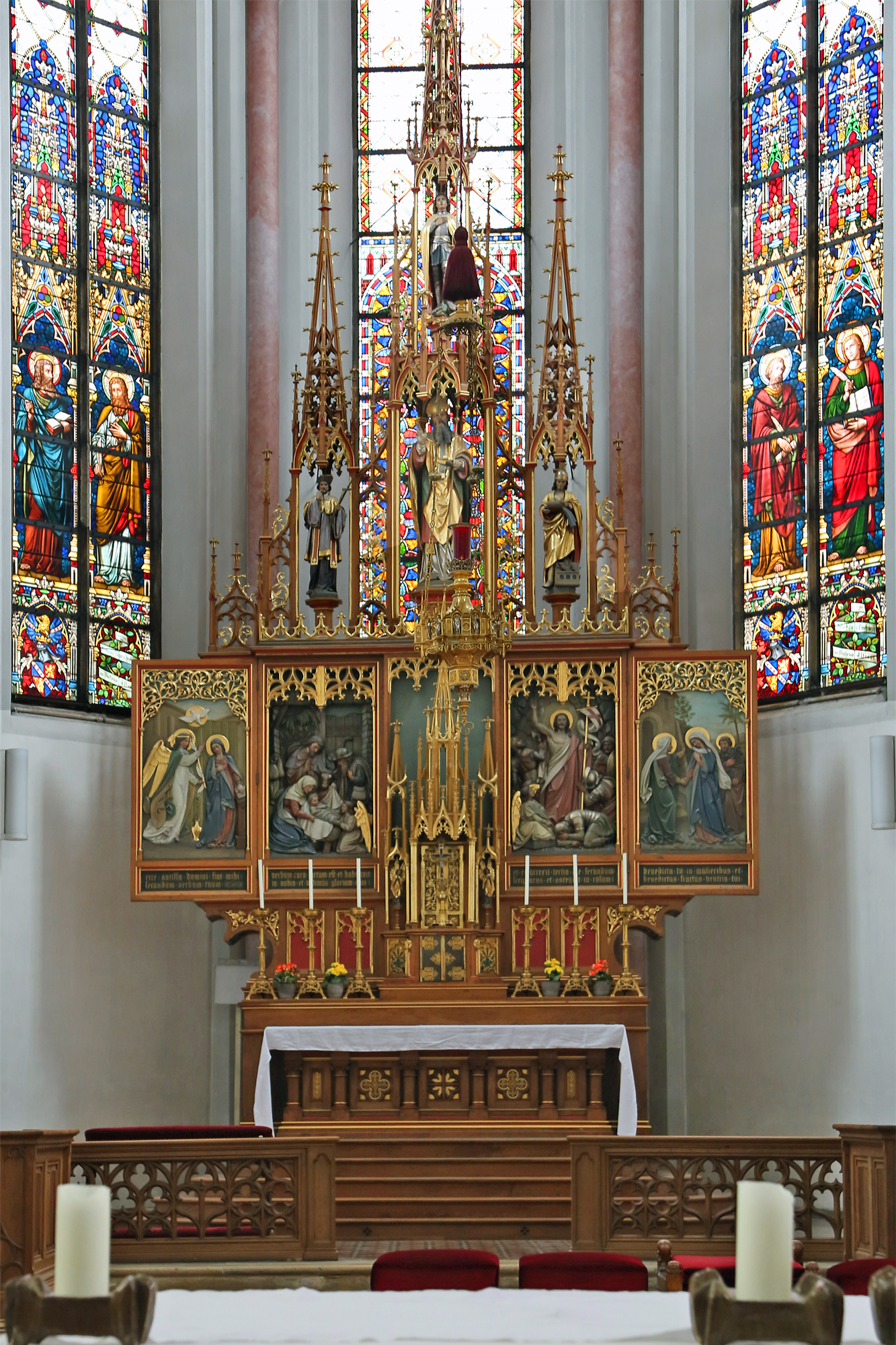
Ołtarz główny
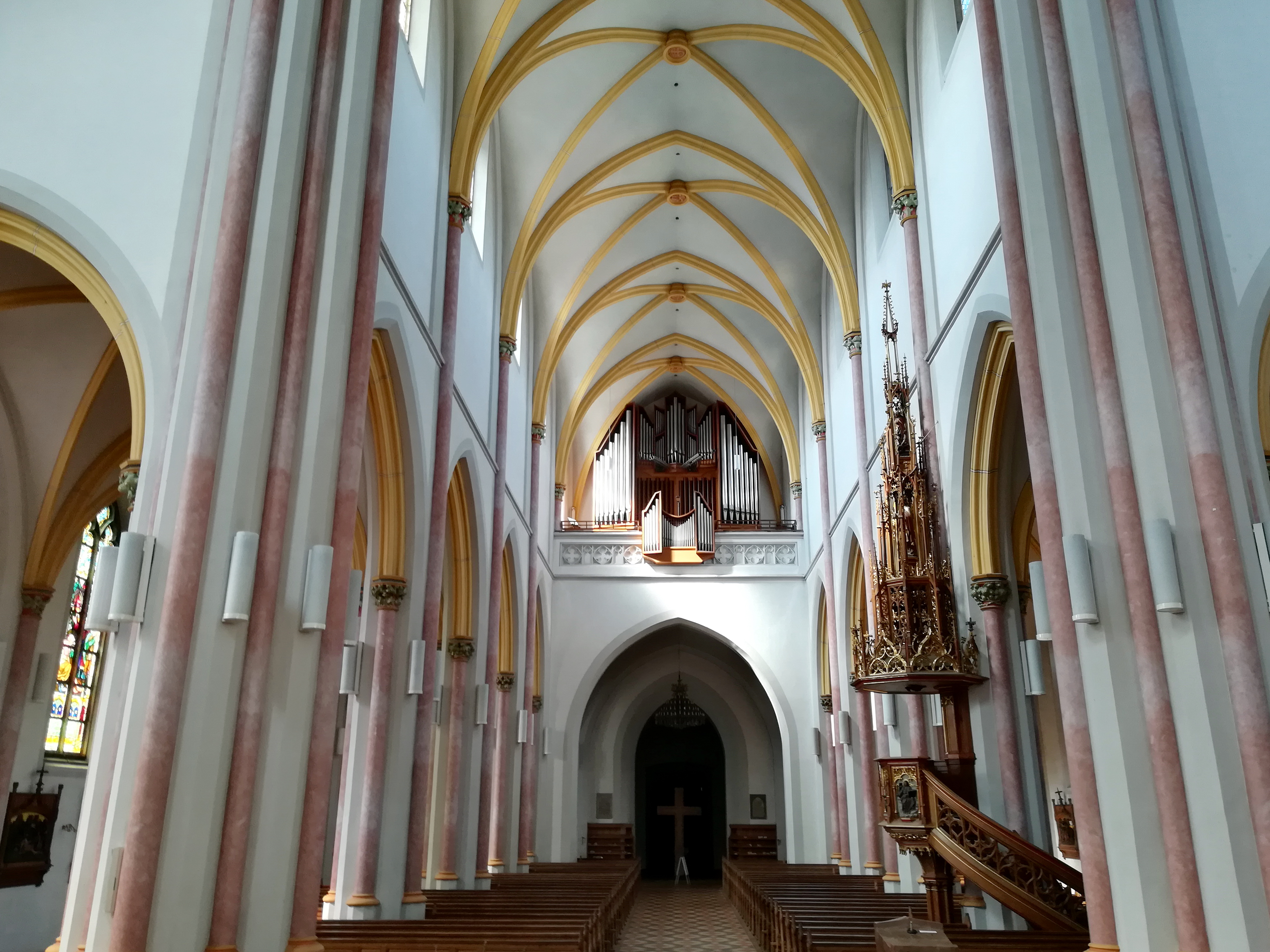
Nawa główna i organy
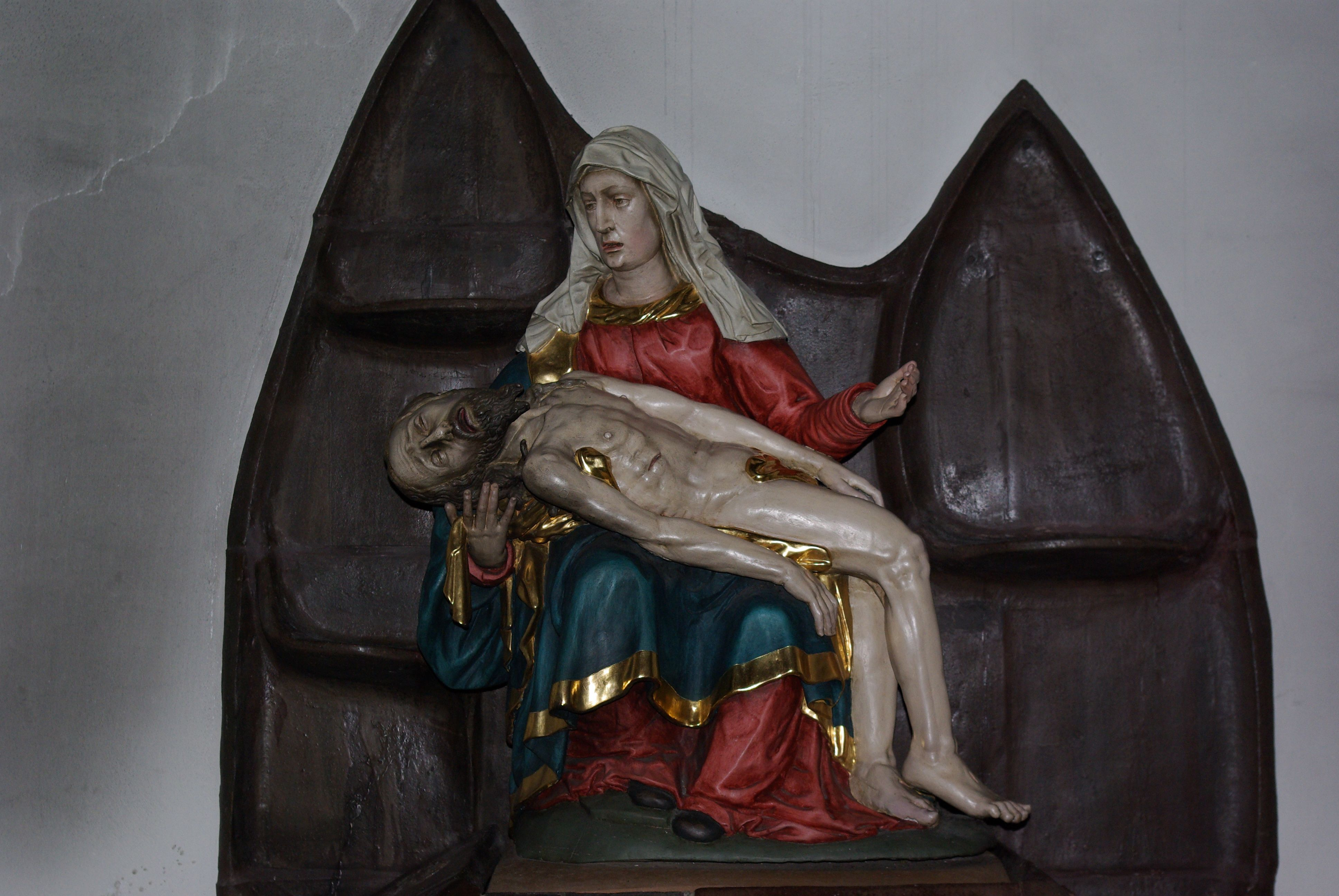
XVI-wieczna pietà